# 最高指示
最高指示是指在“文化大革命”开始后，主要在1966年至1970年之间，中国政坛上以中国共产党中央委员会主席毛泽东所作出的任何论述、意见、指示，均为至高无上的，必须学习和绝对遵守的。曾以《毛主席最高指示》、《最高指示》、《毛主席语录》、《毛主席最新指示》、《最新最高指示》等名义于1967年至1969年在中国大陆出版或内部发行。从《人民日报》第49期—第97期的数据材料分析，从1965年出现至1970年后逐渐淡出（1965年出现4条、1966年出现256条、1967年出现91条、1968年出现58条、1969年出现19条、1970年出现3条），最高指示风靡了5年。

## 发起
1965年11月18日，中共中央副主席、中央军委副主席林彪在《中国人民解放军1966年工作指示》中说道：“活学活用毛主席著作，特别要在‘用’字上狠下功夫，要把毛主席的书当作我们全军各项工作的最高指示”。
1966年1月，中国人民解放军总政治部在北京召开全军政治工作会议，中心是研究如何贯彻执行林彪在1965年11月18日提出的所谓“突出政治”的五项原则。在会议前后，林彪、康生鼓吹毛泽东的话是“最高指示”、“句句是真理”、“一句顶一万句”等等，竭力宣扬对毛泽东的神化。

## 含义
“最高指示”的字面含义是具有历史政治特殊性的。
- 1）强调指示发出者权力地位的至高无上。“文革”时期毛泽东已经不是国家主席，但仍然担任中共中央主席、中共中央军委主席职位，掌握着中国共产党和中国政府实际最高权力以及最终决策权；[來源請求]
- 2）毛泽东思想地位的绝对化，强调毛泽东是“当代最伟大的马克思列宁主义者”。[來源請求]

《毛主席语录》再版前言中有文字描述：“天才地、创造性地、全面地继承、捍卫和发展了马克思列宁主义，把马克思列宁主义提高到一个崭新的阶段”。

通过最高指示的称谓形式把中国意识形态至尊的荣誉授予了最高领导人毛泽东。以意识形态名义为政治权力授勋，同时又倚仗政治权力强化意识形态权威，完成了一个双向互动的过程。把毛泽东心仪法令、真理两种身份完美地结合了起来。
最高指示与圣旨的含义大同小异。把毛泽东著作、指示称作“最高指示”就是拿它比拟中国最高法律和宪法，以领袖意见否定了中国的法律、制度。

## 批斗
在“文革”时期，肆意更改“最高指示”的内容都会成为批斗的对象，对最高指示不能有丝毫非议，不管这种非议是多么微不足道，甚至本来就是着意维护，都不允许。
- 罗瑞卿对《最高指示》提出不同的意见：“不符合我们国家的体制”，“最高，难道还有次高吗？难道不能再高吗？最活，难道还有次活吗？最高、最活不好理解，外国人也不好翻译啊！”，“你们对谁的话都可以怀疑，对毛主席的话也可以怀疑。”因此在文革中，成为批斗对象。
- 沈有鼎指出《最高指示》中有一个标点符号用得不恰当，就给揪去开了一晚上批判会，称他是“现行反革命”，“不投降叫他灭亡”。

## 应用
在1966年最高指示的应用范围达到高潮，在说话、作报告、写文章、写检讨、写家信、写情书的时候，都引用《最高指示》中的内容。报纸、黑板报、信封、粮票、购货券、商标、茶盅脸盆、包装纸、公交车票、介绍信、结婚证书、红宝书封面等都印有最高指示的内容，被当成了一种法令象征、装饰图案。另外，当时中国大陆出版的报刊书籍，凡是引用马、恩、列、斯语录或“最高指示”之处，均会以加粗黑体表示（如：伟大领袖毛主席教导我们：“虚心使人进步，骄傲使人落后。”）。
“文革”期间，学习和宣传毛泽东诗词被当作贯彻“最高指示”的政治任务，传播毛泽东诗词被视为“忠于毛主席”的神圣行为。
邓小平之女邓榕在《我的父亲邓小平★“文革”岁月》回忆：在那个年代，毛泽东的指示是“一句顶一万句”的，哪怕是有感而发的随便的一句话，都会变成“最高指示”，都是至高无上的。经历过那个时代的人一定都记得，每当有“毛主席最新指示”发表的时候，立刻就会迅速地“传遍祖国上下，大江南北”。不论是白天，还是深夜，只要有“最新指示”发表，人们立即就要拥上街头，拥到天安门广场，去欢呼，去游行。“文革”中的许多“革命进程”，都是用这种方式来指导进行的。一个“最新指示”的发表，往往预示着一场新的“运动”或者“斗争”的爆发。

## 结束
1966年7月25日，毛泽东指示中宣部负责人“以后注意不要用‘最高最活’、‘顶峰’、‘最高指示’一类的语言”，要求降低颂扬的调子。

## 沿袭
2000年后，有对“最高指示”的戏仿用法，如最高行政当局对部属、最高领导人的话，被称作“最高指示”“响应总书记最高指示”，意含调侃暗带讽刺。